# Paco Peña
Paco Peña (sinh 1 tháng 6 năm 1942) là một nhà soạn nhạc và nhạc sĩ guitar người Tây Ban Nha viết và chơi nhạc Flamenco. Ông được xem là một trong những nhà chơi nhạc Flamenco truyền thống xuất sắc.

## Tiểu sử
Sanh tại Córdoba, Spain có tên thật là Francisco Peña Pérez, Paco Peña bắt đầu học chơi guitar từ anh ông vào lúc 6 tuổi và đã đi trình diễn lúc 12 tuổi. Được khuyến khích bởi gia đình, ông rời khỏi nhà và bắt đầu trình diễn khắp Tây Ban Nha như là một phần của chương trình nhạc quê hương và vũ được chính phủ đỡ đầu. Từ đó ông được các công ty trình diễn chuyên nghiệp Flamenco ở Madrid và Costa Brava mời tham dự. Peña trở thành người đệm nhạc danh tiếng cho các ca vũ Flamenco. Tuy nhiên, sau đó thất vọng với cuộc sống ở vùng biển và để kiếm một cơ hội mới, ông dọn tới London vào cuối thập niên 1960 và trở thành nhạc sĩ solo guitar. Ban đầu ông được sự chú ý của quần chúng anh ở quán ăn Antonio ở Covent Garden, mà chưa biết đến nhạc Flamenco, chẳng bao lâu ông đã cùng trình diễn với các nhạc sĩ như Jimi Hendrix, và trình diễn solo lần đầu tiên tại Wigmore Hall 1967. Sau đó ông đi trình diễn khắp thế giới, chơi solo và cũng chơi nhạc đệm cho các chương trình ở Carnegie Hall ở New York City, Royal Albert Hall ở London và Concertgebouw ở Amsterdam. Ông cũng là người đầu tiên thành lập khóa học nhạc flamenco guitar tại đại học ở viện âm nhạc Rotterdam. 1984 Peña được phỏng vấn bởi Julian Bream cho đài truyền hình Channel 4 loạt phim Guitarra! mà nói về sự phát triển cây đàn guitar ở Tây Ban Nha.